# Plegadis
Plegadis là một chi chim trong họ Threskiornithidae.